# Australische Bodentauben
Australische Bodentauben (Petrophassa) sind eine Gattung der Taubenvögel. Zu der Gattung gehören zwei nur in Australien vorkommende Arten, die in sehr hohem Maße an ein Bodenleben angepasst sind.

## Erscheinungsbild
Australische Bodentauben erreichen eine Körpergröße zwischen 28 und 31 Zentimetern. Die Weißflügel-Steintaube erreicht eine Größe von 30 Zentimeter. Bei der Rotflügel-Steintaube variiert die Körperlänge zwischen 28 und 31 Zentimeter. Ein Geschlechtsdimorphismus besteht nur in geringem Maße.
Beide Arten gleichen den Bronzeflügeltauben. Das Körpergefieder ist überwiegend dunkel olivbraun. Kopf, Hals, Rücken und Brust sind grau. Die einzelnen Federn sind breit gesäumt, so dass das Gefieder geschuppt wirkt. 

## Verbreitung und Lebensraum
Australische Bodentauben sind im Nordwesten und Norden Australiens beheimatet. Beide Arten sind sehr gut an aride Lebensräume (Wüstengebiete) angepasst, die Tiere bewohnen felsige und steinige Gebiete. Das Verbreitungsgebiet der beiden Arten überlappt sich nicht und beide besetzen vergleichbare ökologische Nischen.
Die Nahrung wird ausschließlich am Boden gesucht, sie besteht überwiegend aus Sämereien. Das Nest wird entweder direkt am Boden oder auf einem Felsenvorsprung errichtet. Das Gelege besteht aus zwei Eiern, die Brutzeit beträgt 16 bis 18 Tage. Die Nestlinge sind bei der Weißflügel-Steintaube bereits nach 15 Tage flügge, bei der Rotflügel-Steintaube dagegen erst nach 21 Tagen.

## Arten
Die folgenden zwei Arten werden zu den Australischen Bodentauben gerechnet:
- Weißflügel-Steintaube (Petrophassa albipennis)
- Rotflügel-Steintaube (Petrophassa rufipennis)

## Belege